# Бирликский сельский округ (Западно-Казахстанская область)
Бирликский сельский округ — административно-территориальное образование в Жангалинском районе Западно-Казахстанской области.

## Административное устройство
1. село Бирлик
2. село Акбалшык
3. село Ушкемпир